# Järla sjö
Järla sjö är ett bostadsområde och en stadsdel inom kommundelen Sicklaön i Nacka kommun, beläget vid Järlasjöns norra strand, strax väster om Lillängen och öster om Ekudden.  Järla sjö rymmer idag cirka 700 bostäder blandat med butiker, restauranger och ungefär 1200 arbetsplatser i gamla upprustade industribyggnader. År 2004 fick Järla sjö Stadsmiljörådets utmärkelse som delas ut för förtjänstfulla insatser att förbättra stadsmiljöns kvaliteter. Stadsplanering som arbetat med stadsplaneringen gällande uppdraget berättar att de kombinerat hög täthet med småskalighet. 

## Historia

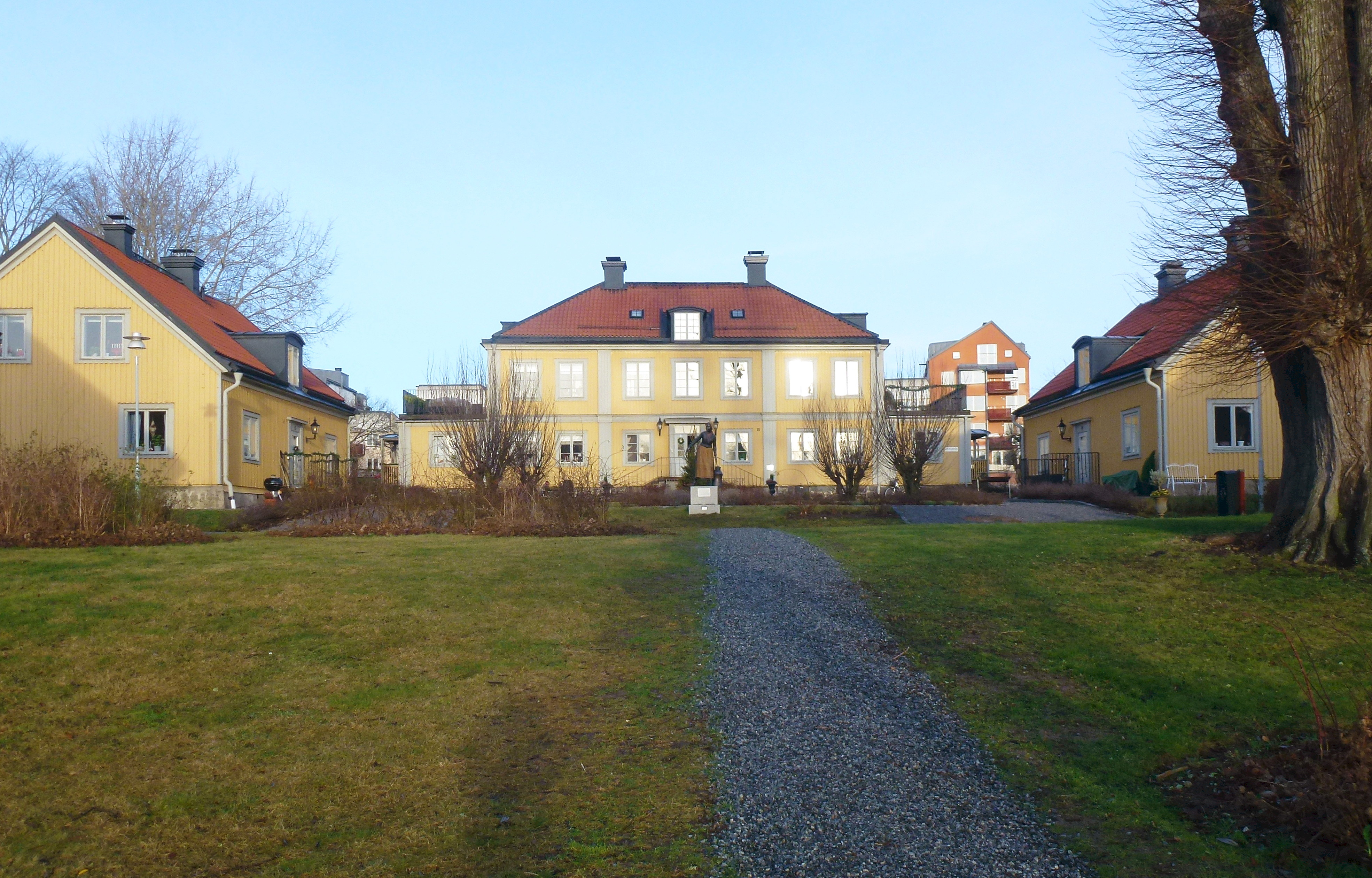
Järla gård, 2013.

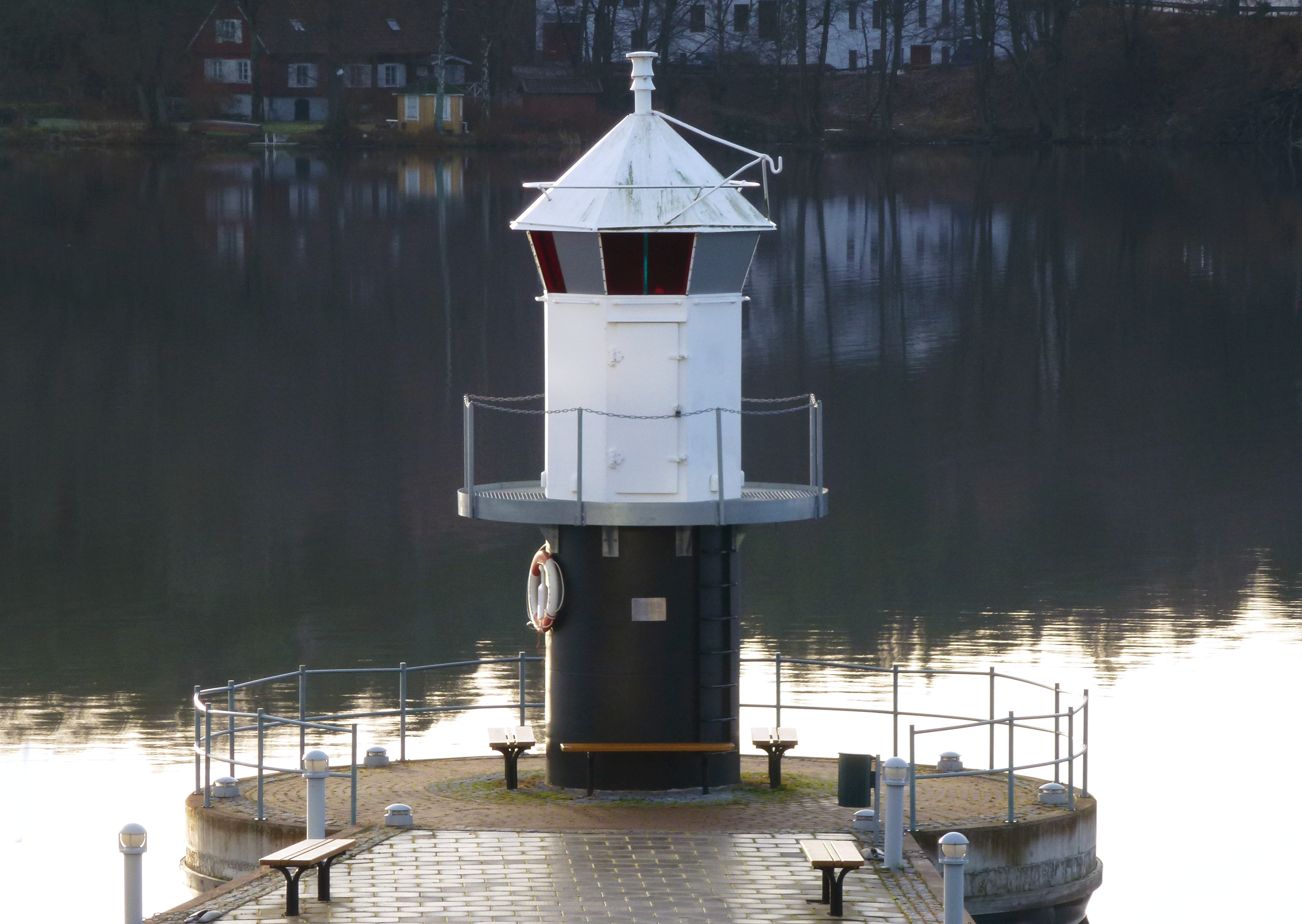
AGA-fyren, 2013.

### Järla gård
Järla är ett gammalt kulturområde med anor från vikingatiden då leden in mot Birka gick via Järlasjön. Den första gården med namnet Järla torde ha byggts omkring år 900. Järla gård omnämns i skrift första gången 1426. Både Sten Sture den äldre och Gustav Vasa har varit ägare till gården och senare även släkten Wallenberg.

### Industriverksamhet
Området hade även en lång industritradition och det finns fortfarande många, numera renoverade, fabrikslokaler från sekelskiftet då industrimän som Gustav de Laval och Gustaf Dalén verkade här. Gustaf de Laval köpte 1895 genom AB de Lavals Ångturbin marken kring Järla gård och här lät han uppföra en tvåvåningsbyggnad för ritkontor och administration en större industribyggnad med sågtandstak. 1911 tillkom en 200 meter lång montagehall (numera kallad Turbinhallen), vars gavel idag dominerar stadsdelens torg.

### AGA-fyren
AGA började sin industriella verksamhet som startades av Gustaf Dalén år 1904 i Järla. Det var en fabrik för framställning av acetylen, som var ett alternativ till elektricitet och stadsgas. Även armaturer för belysning till lok, järnvägsvagnar, bilar och liknande tillverkades här. 1904 hade AGA 16 anställda. Internationell berömmelse fick företaget främst genom sina, med gasbelysning försedda, fyrar. Gaspåfyllningsverkstad och gasstation fanns här fram till 1912, då flyttade bolaget till Dalénum på Lidingö. 
För att påminna härom har en AGA-fyr från 1927 ställts upp längst ut på sjöpiren. Det har under många decennier tjänat sjöfarten genom Fårösund. Fyren är fortfarande i funktion och tjänstgör för sjötrafiken genom Järlasjön. Tändning skedde våren 2003 då Sickla sluss mellan Sicklasjön och Hammarby sjö åter öppnades efter ombyggnad i samband med arbetena för Södra länken.

## Stadsdelen Järla sjö
År 1998 började planeringen av området och avsikten var att skapa ett småskaligt samhälle med sjönära bostäder med stadsbyggnadsidéer från Trosa, Norrtälje och Arboga. Järla sjö utvecklas gemensamt av HSB, Riksbyggen och Wihlborgs. Ett av arkitektföretagen bakom den nya bebyggelsen var Småstaden Arkitekter AB. Grundidén vid stadsplaneringen var småskaligheten, där kvartersmått med 50 x 50 meter och två- till femvåningshus blandades med den gamla, renoverade industribebyggelsen. 
En annan grundidé med Järla sjö var blandningen av arbetsplatser, bostäder och service. För att ge området en tydlig struktur, som skall göra det lätt att orientera sig, har några huvud-axlar skapats. Vid entrén till området finns ett torg, därifrån leder några stråk vidare mot herrgården och ner mot Järlasjön. Området har en offentlig miljö som är uppdelad i gator och gränder, torg, stadspark, trädgårdspark samt en strandpromenad. Bland den konstnärliga utsmyckningen kan nämnas skulpturen visande den vackra dalkullan Pilt Carin Ersdotter, ”Pilt-Carin” av Peter Linde från 2005.

## Bilder

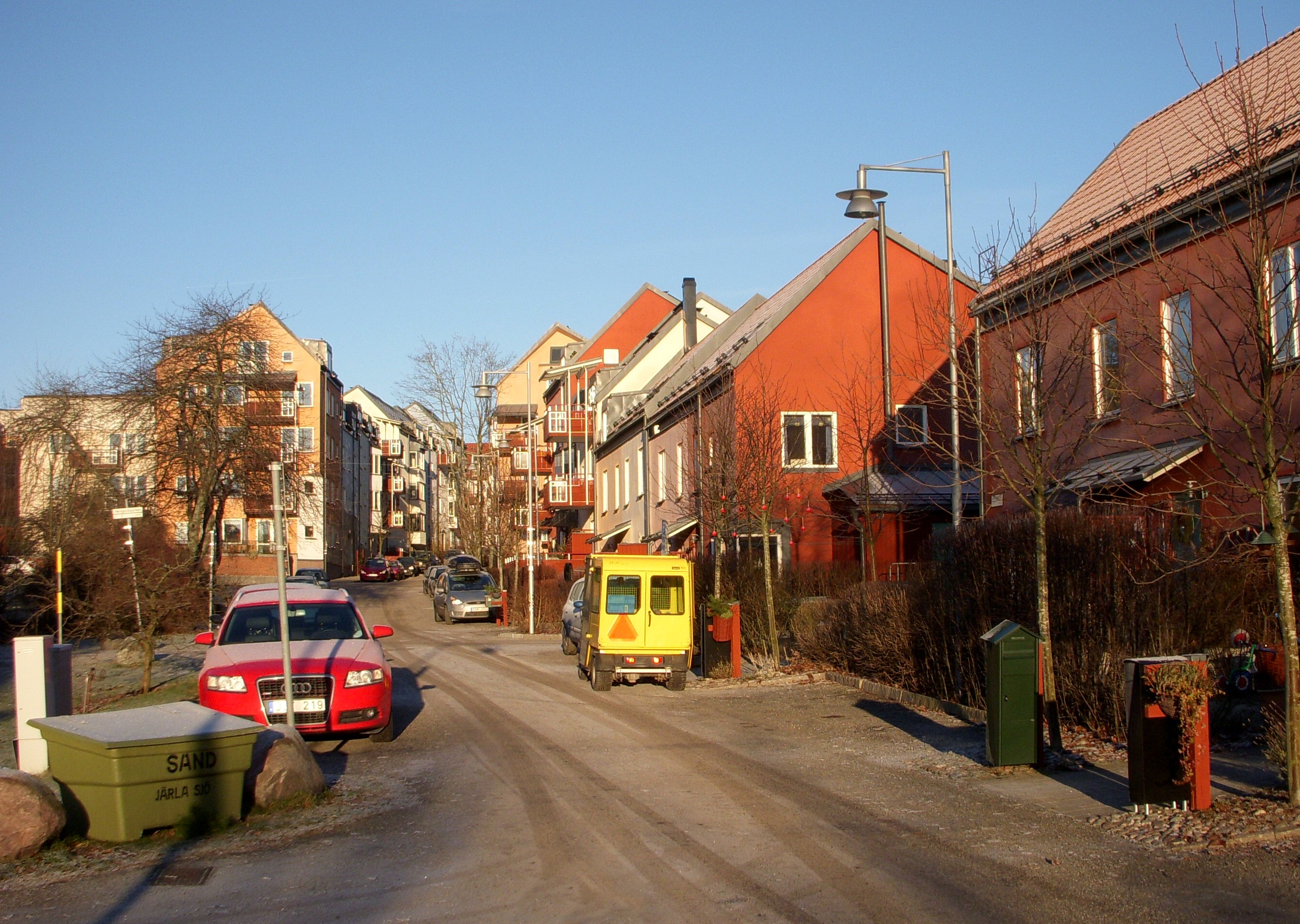
Järla gårdsväg
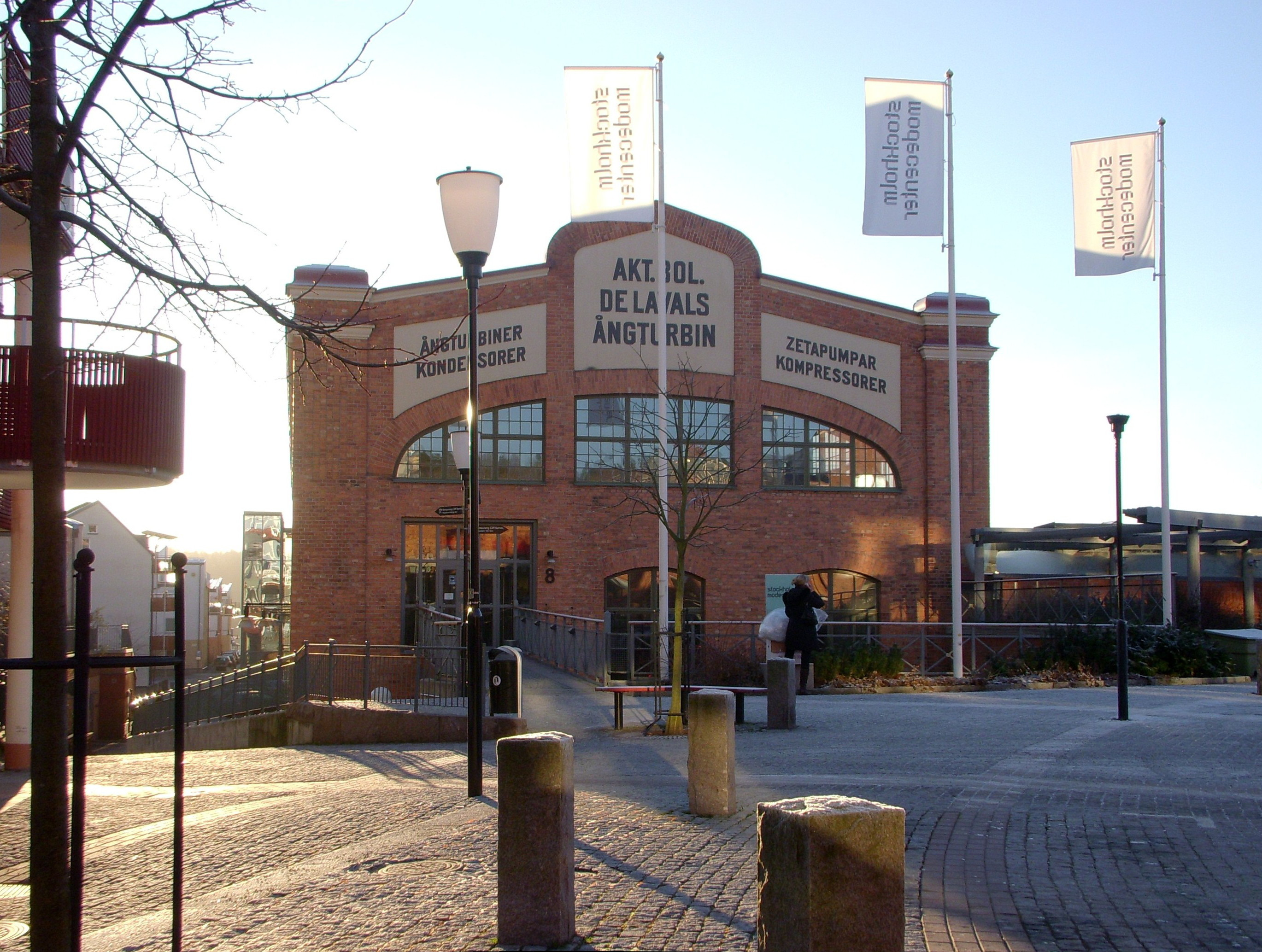
Torget med turbinhallen
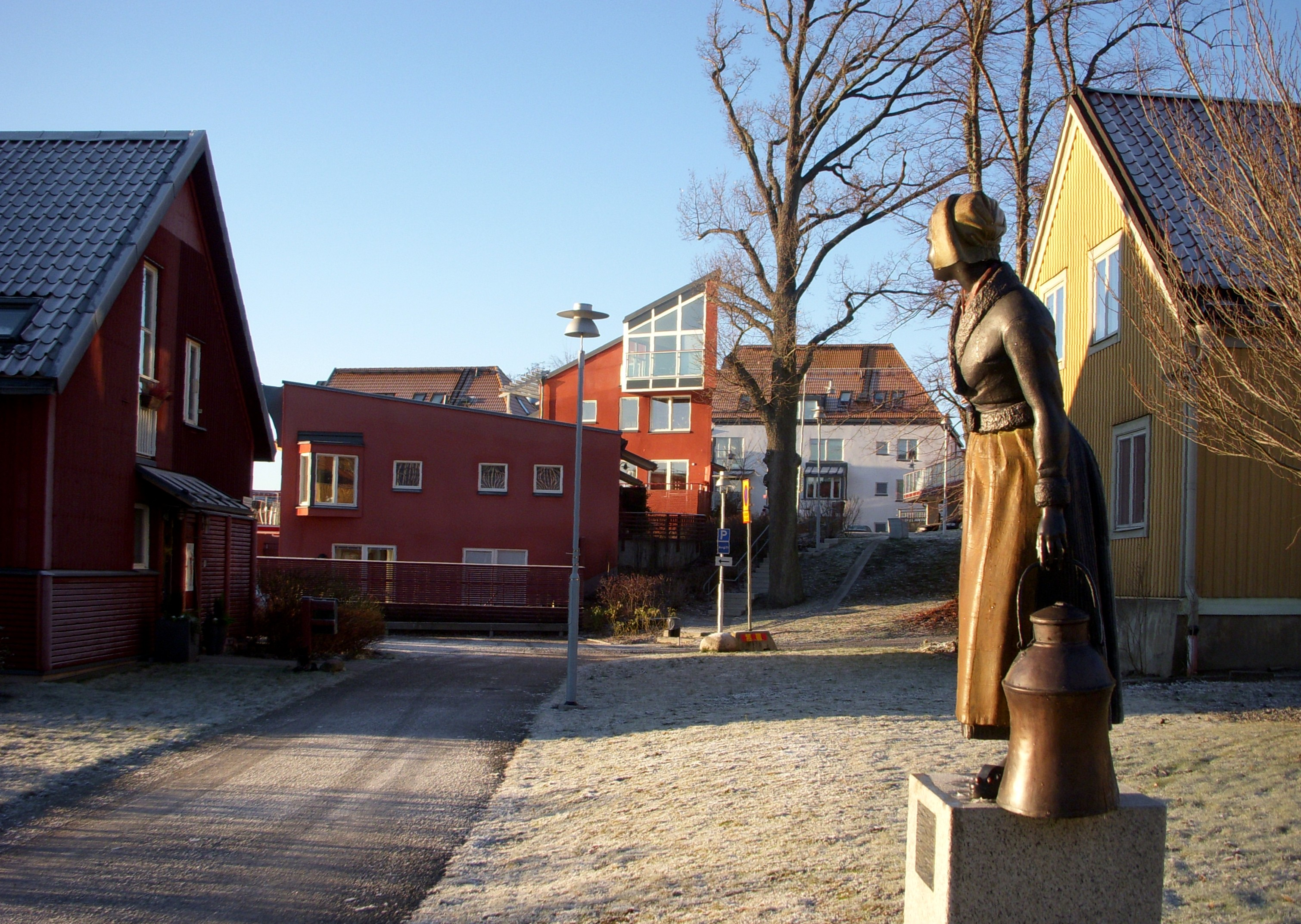
Pilt-Carin
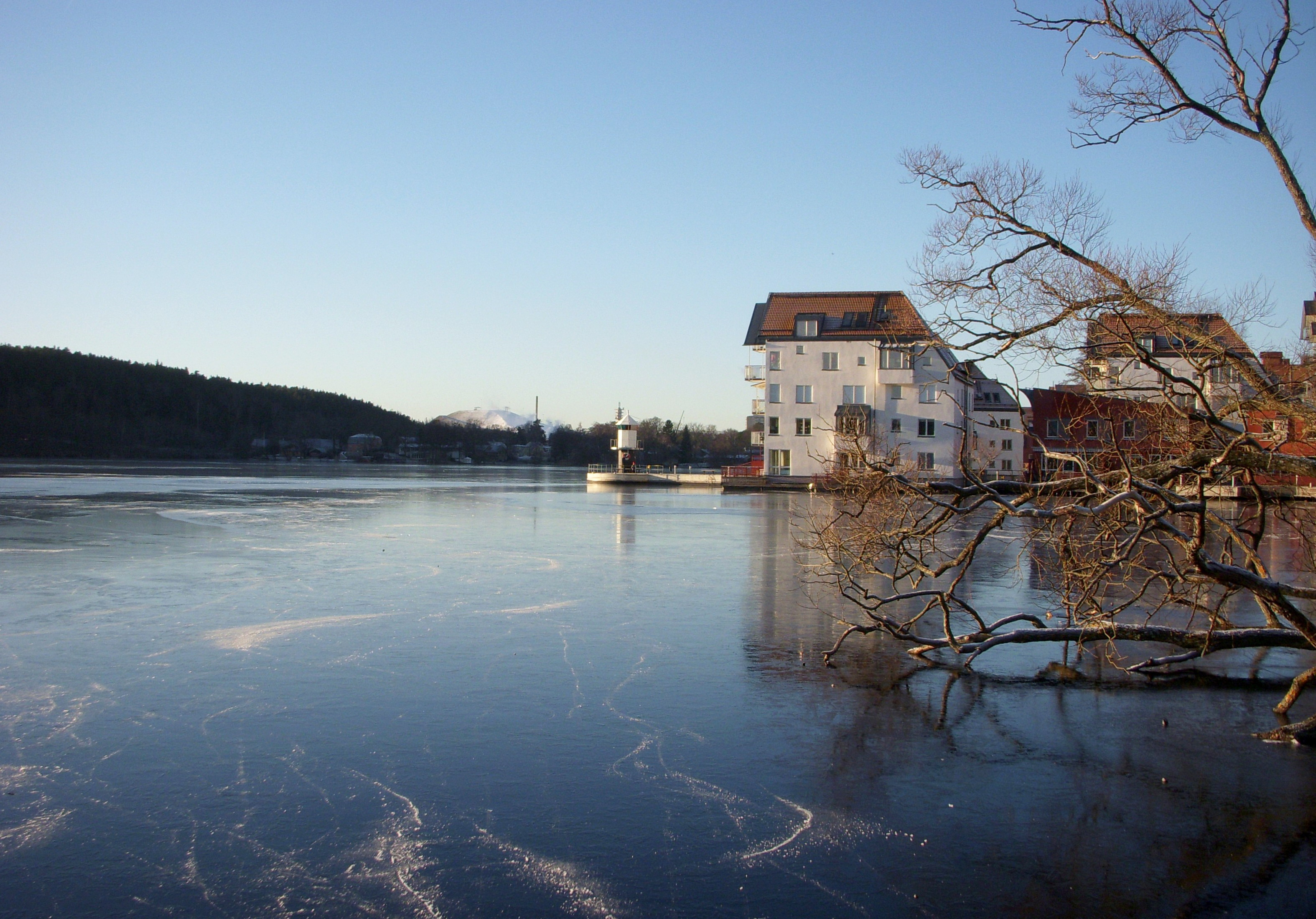
Järlasjön och AGA-fyren
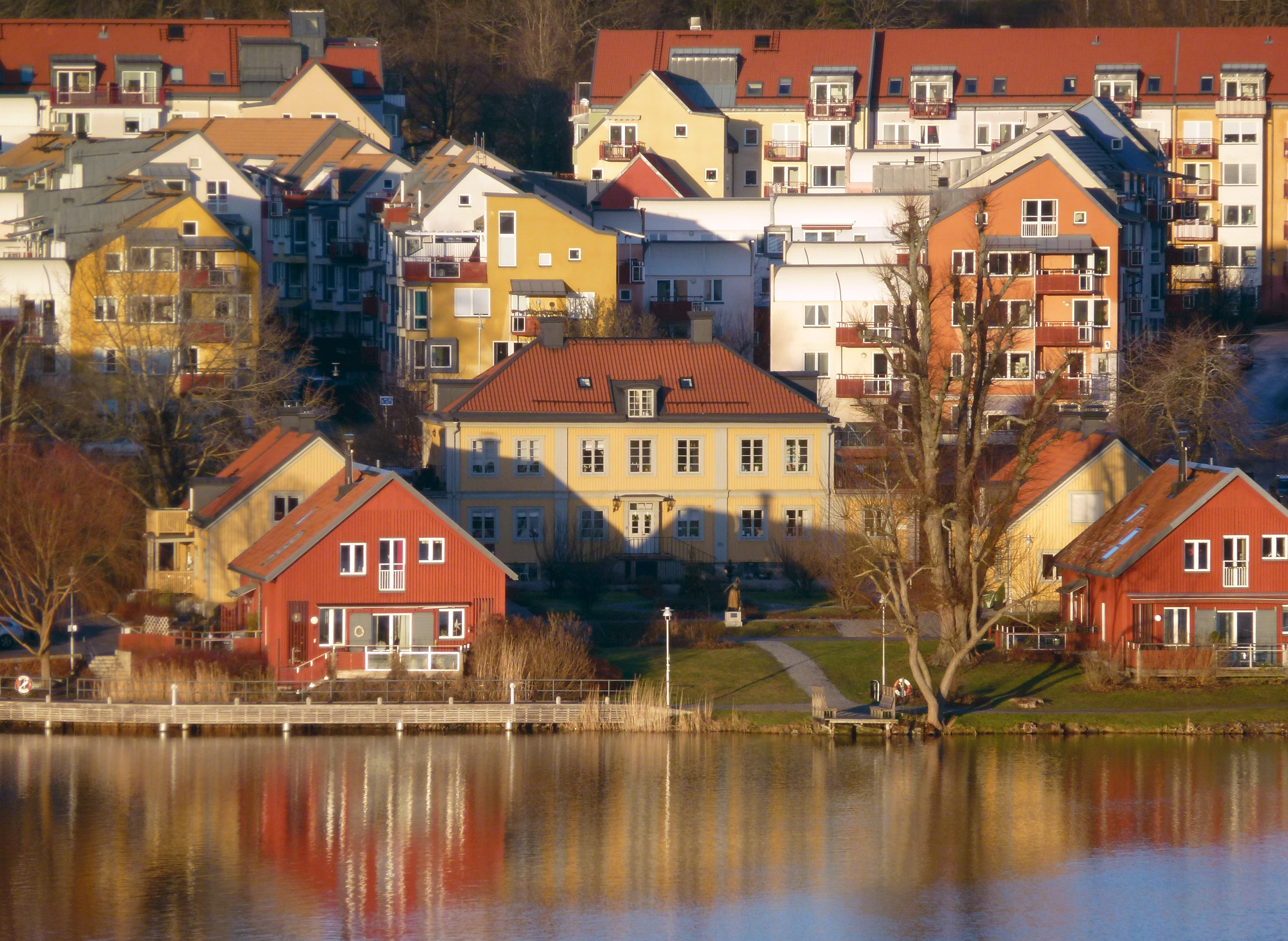
Järla gård från Hästhagen